# Beckmannia eruciformis
Beckmannia eruciformis  es una especie de planta herbácea perteneciente a la familia de las poáceas.

## Descripción
Es una planta anual o perenne de corta duración que se encuentra en pantanos o lodazales poco profundos que se utiliza para la alimentación animal y forraje.

## Distribución
Esta especie es nativa de Asia Occidental, Turquía a través de Siberia, Kazajistán, el sureste de Europa, Europa del Este y Europa central.

## Taxonomía
Beckmannia eruciformis fue descrita por (Steud.) Fernald  y publicado en Icones et Descriptiones Graminum Austriacorum 3: 5. 1805.
Etimología
Beckmannia: nombre genérico que fue nombrado en honor de Johann Beckmann.
eruciformis: epíteto compuesto latíno que significa con forma de oruga.
Sinonimia
- Beckmannia borealis (Tzvelev) Prob.
- Beckmannia cruciformis (Sm.) Sennen
- Beckmannia eruciformis subsp. borealis Tzvelev
- Beckmannia eruciformis var. uniflorus Scribn.
- Beckmannia erucoides P.Beauv.
- Bruchmannia eruciformis (L.) Nutt.
- Cynosurus eruciformis Aiton
- Ioackima phalaroides Ten.
- Joachimia phalaroides Ten. ex Roem. & Schult.
- Paspalum aristatum Moench
- Paspalum eruciforme (L.) Spreng.
- Phalaris eruciformis L.
- Phleum erucoides (P.Beauv.) Raspail[4][5]